# Colepia rufiventris
Colepia rufiventris är en tvåvingeart som först beskrevs av Macquart 1838.  Colepia rufiventris ingår i släktet Colepia och familjen rovflugor. Inga underarter finns listade i Catalogue of Life.